# Bergtor

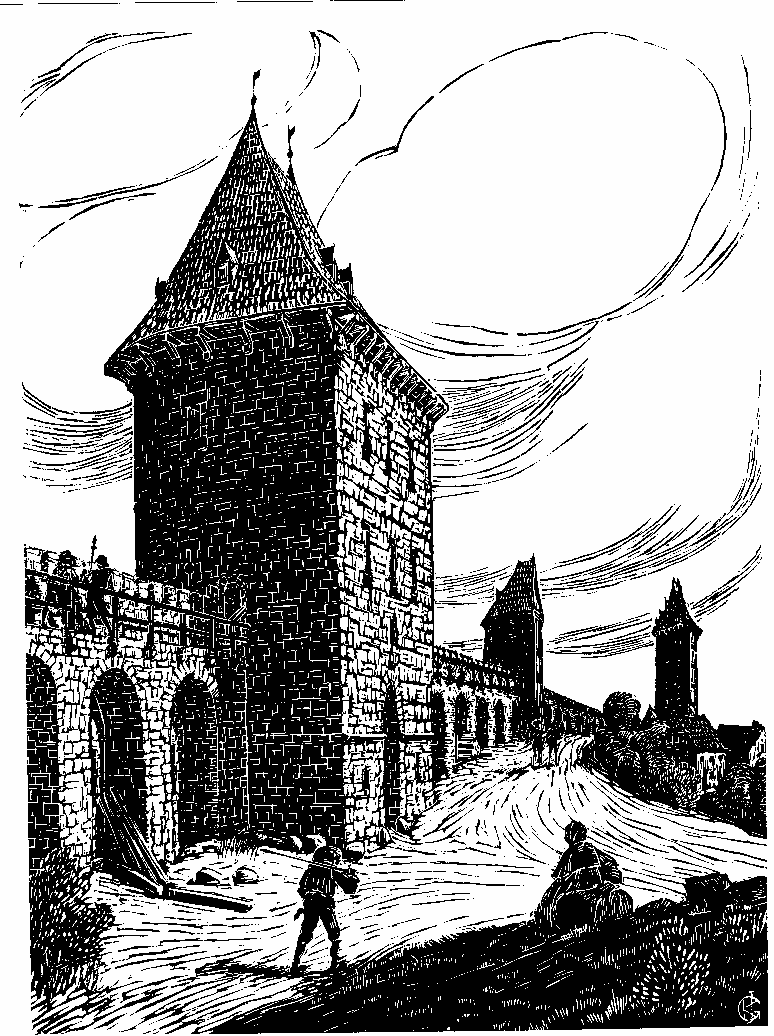
Bergtor in vermoedelijk 18e eeuw, houtsnede van K. J. Gollrad

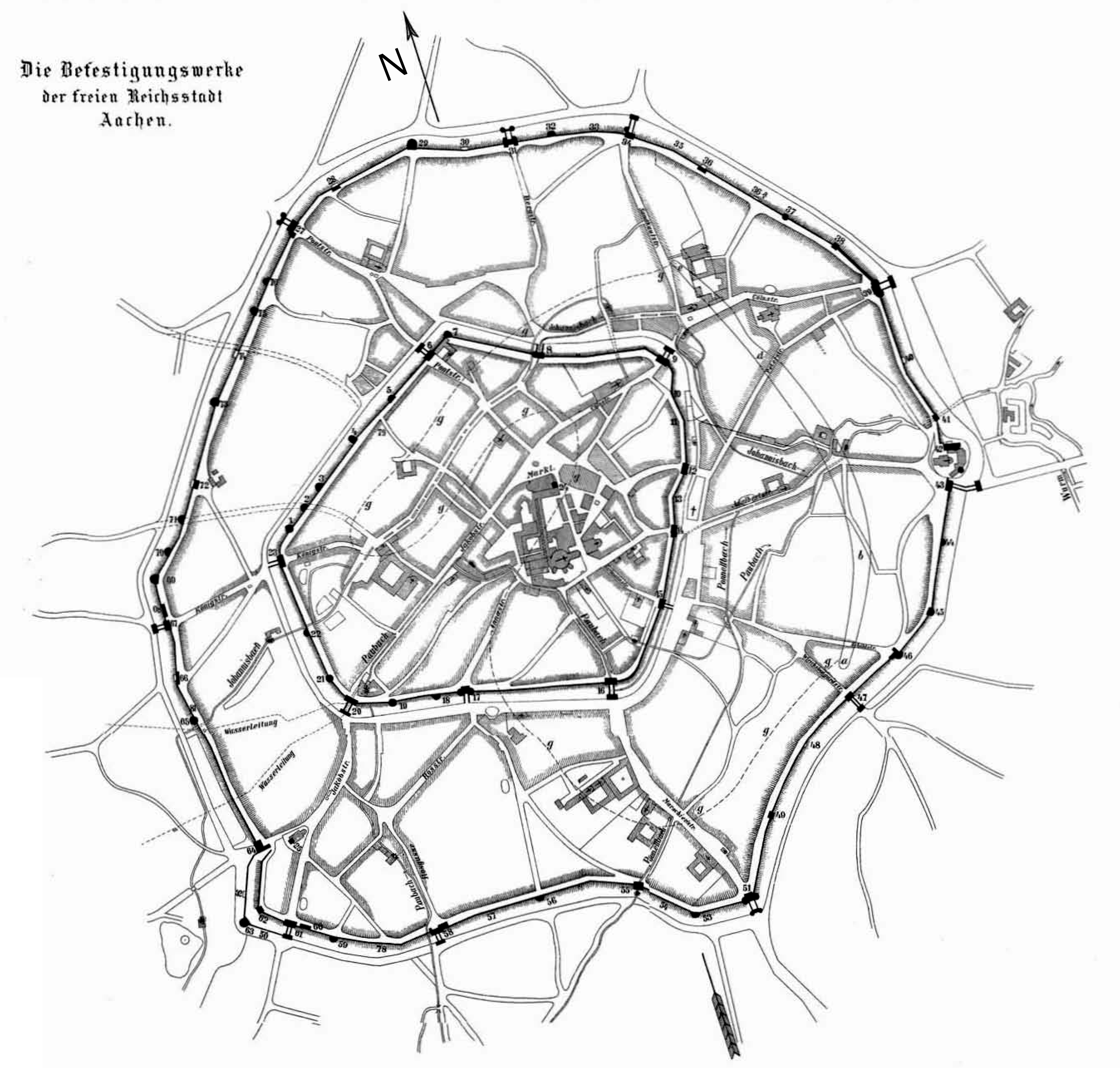
Overzicht van de vestingwerken in Aken. Nummer 31 is de Bergtor.

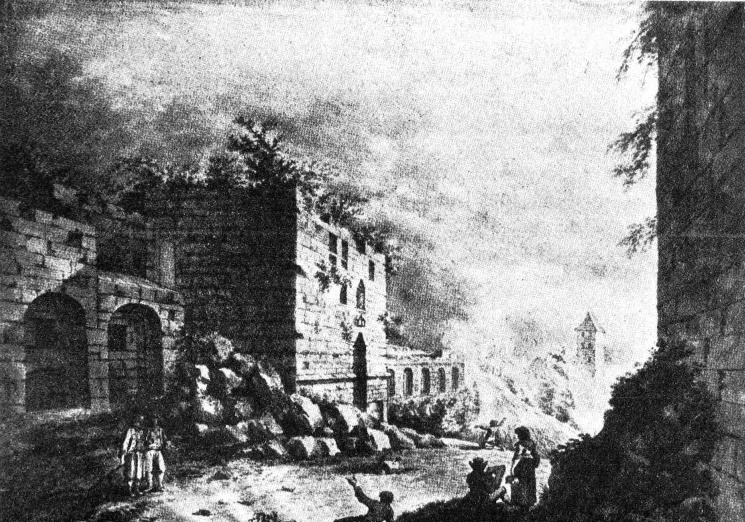
Bergtor in 1790

De Bergtor was een stadspoort gebouwd tussen 1300 en 1350 en maakte deel uit van de buitenste stadsmuren van de Duitse stad Aken. Het poortgebouw bestaat niet meer.

## Locatie
De Bergtor is de middelste van de drie noordelijke stadspoorten van de buitenste stadsmuren van de stad Aken, de zogenaamde Gotische Mauer. Als onderdeel van de buitenste stadsmuren van Aken lag de Bergtor tussen de Ponttor in het westen en de Sandkaultor in het oosten, aan het uiteinde van de Bergstraße. De Bergtor had als equivalent in de binnenste stadsmuren de Neutor.
Tussen de Ponttor en de Bergtor bevinden zich een van de wachthuizen van de Akense stadsmuren, de weertoren Marienturm en een erker van de Akense stadsmuren. Tussen de Bergtor en de Sandkaultor lag de Bergerschanzturm.
Buiten de stadsmuren en de Bergtor rijst het landschap snel op vanwege de daar gelegen Lousberg en Salvatorberg.

## Geschiedenis
Het gebouw werd in de periode van circa 1300 en 1350 gebouwd.
Het gebouw wordt slechts voor korte tijd gebruikt als stadspoort aangezien tegen het einde van de 17e eeuw de brede doorgang dichtgemetseld wordt tot een smalle doorgang. In rustige tijden bleef deze de hele dag geopend en maakte het mogelijk dat bezoekers van de Salvatorkerk op de Salvatorberg de passage konden gebruiken. In plaats van te dienen als stadspoort werd de Bergtor na het ombouwen alleen nog als weertoren gebruikt.
Een tekening uit 1790 toont aan dat de poort in dat jaar voor een groot deel vervallen was.

## Opbouw
Het middelste gedeelte van de stadspoort werd door twee halfronde torens ingesloten. De Bergtor bood met zijn spitsbogen een overwelfde doorgang van 4,63 meter breed. Aan de stadszijde had de poort een gladde gevel.
In de tweede van de vier verdiepingen van het gebouw, bevond zich de kamer van de poortcommandanten, terwijl de begane grond gebruikt werd als wachtpost en als poortgevangenis. In het bovenste deel was er een omgang met in het middelste gedeelte een toegang tot de dakstoel mogelijk maakte.
De voorpoort kwam in diens opbouw overeen met de nog bestaande Ponttor.